# Бокий, Николай Андреевич

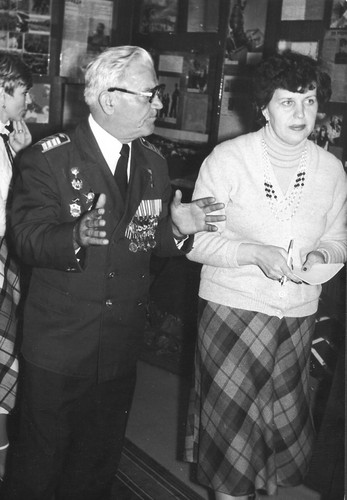
Музей ВВС СФ. Начальник музея Л. А. Сорокина и Герой Советского Союза Н. А. Бокий. Июль 1983 года.

Николай Андреевич Бокий (22 ноября 1918 — 9 сентября 1995) — советский лётчик-ас истребительной авиации ВВС ВМФ в годы Великой Отечественной войны, Герой Советского Союза (24.07.1943). Полковник (18.02.1958).

## Биография
Родился 22 ноября 1918 года в станице Уманская (ныне Ленинградская Краснодарского края), в то время входящую в состав территории, охваченной боевыми действиями гражданской войны и фактически контролируемой властями Кубанской народной республики, в семье крестьянина.
Окончил неполную среднюю школу. Работал слесарем-сантехником в городе Ростове-на-Дону.
Служил в Военно-Морском Флоте с ноября 1939 года. В июле 1941 года окончил Военно-морское авиационное училище имени Сталина в Ейске. Направлен на Северный флот. 
Участвовал в Великой Отечественной войне с сентября 1941 года, когда был зачислен младшим лётчиком в состав 72-го истребительного авиационного полка. В октябре 1941 года его перевели в 78-й истребительный авиационный полк ВВС ВМФ. В марте 1942 года его вернули во 2-й гвардейский смешанный авиационный полк ВВС Северного флота (бывший 72-й сап ВВС СФ, которому в январе 1942 года было присвоено гвардейское звание), а в октябре 1942 года полк преобразован во 2-й гвардейский истребительный авиационный полк ВВС Северного флота. В этом полку Николай Бокий сражался до конца войны на должностях последовательно пилота, командира звена, заместителя командира эскадрильи. Николай Бокий был одним из учеников прославленного лётчика-североморца дважды Героя Советского Союза Б. Ф. Сафонова. Летал на ленд-лизовских истребителях Харрикейн, Киттихаук и Аэрокобра. Член ВКП(б) с 1942 года. 
Участник обороны Заполярья, много боевых вылетов совершил на отражение немецких воздушных налётов на Мурманск. Первую воздушную победу одержал в бою 4 января 1942 года, сбив немецкий Ме-109.
К началу мая 1943 года командир звена 2-го гвардейского истребительного авиационного полка (6-я истребительная авиационная бригада, ВВС Северного флота) гвардии младший лейтенант Н. А. Бокий совершил 385 боевых вылетов (в том числе 15 ночью), в 30 воздушных боях сбил лично 9 самолётов противника и 1 в группе. Как указано в наградном листе, ещё 3 победы одержал предположительно. 
Николай Бокий — участник воздушного боя 19 апреля 1943 года, в котором он вместе с командиром полка Героем Советского Союза П. Г. Сгибневым, лётчиками полка В. А. Горишным, А. М. Титовым, З. А. Сорокиным сбил знаменитого немецкого заполярного аса фельдфебеля Рудольфа Мюллера (91 победа).
В воздушном бою 7 мая 1943 года в районе города Полярный Николай Бокий сбил Ме-109 ещё одного немецкого аса обер-фельдфебеля Альберта Бруннера (53 победы), который в этом бою погиб.
Указом Президиума Верховного Совета СССР «О присвоении звания Героя Советского Союза начальствующему и рядовому составу Военно-Морского флота» от 24 июля 1943 года за «образцовое выполнение боевых заданий командования на фронте борьбы с немецкими захватчиками и проявленными при этом отвагу и геройство» гвардии младшему лейтенанту Бокию Николаю Андреевичу присвоено звание Героя Советского Союза с вручением ордена Ленина и медали «Золотая Звезда».
Чуть ранее он был удостоен одной из наград Великобритании — медали «За лётные боевые заслуги». Николай Бокий продолжал и в звании Героя успешно сражаться в рядах своего полка, за 1944-й год сбив лично и в группе ещё 5 немецких самолётов. Участвовал в Петсамо-Киркенесской наступательной операции. Был дважды ранен.
За годы Великой Отечественной войны капитан Н. А. Бокий выполнил 425 боевых вылетов, провёл 41 воздушный бой, сбил 17 самолётов лично и 1 в группе. Иногда авторы указывают и иной его окончательный боевой счёт — 14 личных и 3 групповые победы (но неясно, учтены ли у них указанные в наградном листе предположительные победы).
В марте 1945 года, когда боевые действия в Заполярье практически завершились, Н. Бокий был отозван с фронта и направлен на учёбу, в июле 1945 года окончил Высшие офицерские курсы ВВС ВМФ в Моздоке.
После войны продолжил службу в ВВС ВМФ. С сентября 1945 года служил в должностях заместителя командира и командира эскадрильи 11-го гвардейского истребительного авиационного полка ВВС Черноморского флота. С июля 1948 года по сентябрь 1950 года — командир эскадрильи 241-го истребительного авиационного полка на том же флоте. 
В 1954 году окончил Военно-воздушную академию. Далее служил в ВВС Тихоокеанского флота: заместитель командира по лётной подготовке и командир 31-го истребительного авиационного полка, с декабря 1955 года — командир 47-го истребительного авиационного полка. В январе 1957 года полк был передан из ВВС ТОФ в состав Войск ПВО страны. В них продолжилась дальнейшая служба полковника Н. А. Бокия. С декабря 1959 года по апрель 1961 года — начальник штаба истребительной авиации Приморского корпуса ПВО. С апреля 1961 года гвардии полковник Бокий Н. А. — в запасе.
С 1965 года жил в городе Ростове-на-Дону и работал в Северо-Кавказском управлении гражданской авиации: диспетчер, с 1970 года — начальник отдела движения.
Умер 9 сентября 1995 года, похоронен на Северном кладбище в Ростове-на-Дону.

## Память
- Скульптурный портрет Героя Советского Союза военно-морского лётчика Н. А. Бокия (1943) работы народного художника СССР Л. Е. Кербеля хранится в Государственной Третьяковской галерее, авторские копии этого портрета выставлены в экспозициях Смоленской художественной галереи и Музея военно-воздушных сил Северного флота.[8]
- Бюст Н. А. Бокия, в числе 53-х лётчиков-североморцев, удостоенных звания Героя Советского Союза, установлен в пос. Сафоново на Аллее Героев около музея ВВС СФ.
- Имя Героя Советского Союза Николая Андреевича Бокия присвоено самолёту МиГ-31 174-го Гвардейского Краснознамённого Печенгского истребительного авиационного полка им. Б. Ф. Сафонова.
- На доме в Ростове-на-Дону, в котором жил Н. А. Бокий (проспект Семашко, дом № 50) установлена мемориальная доска (1980).

## Награды
- Медаль «Золотая Звезда» Героя Советского Союза (24 июля 1943 года)
- Орден Ленина (24 июля 1943 года)
- Три ордена Красного Знамени (24 апреля 1942 года, 13 мая 1943 года, 3 октября 1944 года)
- Орден Отечественной войны I степени (11 марта 1985 года)
- Орден Красной Звезды (5 ноября 1954 года)
- Орден Дружбы народов
- Медаль «За боевые заслуги» (15.11.1950)
- Медаль «За оборону Советского Заполярья»
- Другие советские медали
- Медаль «За лётные боевые заслуги» (Великобритания, 1943 год)[9]